# Seymour Martin Lipset
Seymour Martin Lipset (ur. 18 marca 1922, zm. 31 grudnia 2006) – amerykański socjolog. Współpracownik Hoover Institution i profesor George Mason University.
Urodzony w Nowym Jorku, był synem rosyjskich emigrantów wyznania mojżeszowego. Ukończył City College of New York, gdzie udzielał się jako lewicowy działacz antykomunistyczny i był członkiem Młodzieżowej Ligi Socjalistycznej. Opuścił Partię Socjalistyczną w roku 1960 i od tej pory określał swoje poglądy jako centrowe. Na jego poglądy głęboki wpływ mieli Alexis de Tocqueville, George Washington, Arystoteles oraz Max Weber.
Seymour Martin Lipset doktoryzował się w 1949 roku w Columbia University, gdzie pozostał aż do 1956 roku. W latach 1954–56 był tam zastępcą dyrektora Zakładu Socjologii Stosowanej. Przez dziesięć następnych lat pracował jako profesor socjologii na Uniwersytecie w Berkeley. Od 1962 do 1966 był tam dyrektorem Instytutu Studiów Międzynarodowych. W 1966 roku został profesorem Harvardu, i był nim do czasu, gdy objął posadę profesora nauk politycznych i socjologii w Hoover Institute na Uniwersytecie w Stanford w roku 1975.
Seymour Martin Lipset badał między innymi społeczeństwo obywatelskie. Wśród jego zainteresowań badawczych znajdowały się również socjologia polityki, teoria organizacji, stratyfikacja społeczna, opinia publiczna oraz socjologia nauki.
W latach 1979–80 był prezesem American Political Science Association, a w latach 1992-93 prezesem American Sociological Association.
Lipset był honorowym członkiem wielu stowarzyszeń, między innymi National Academy of Sciences, American Philosophical Society, National Academy of Education oraz American Academy of Art and Sciences.
Pierwsza żona Lipseta, Elsie, zmarła w 1987. Miał z nią trójkę dzieci: Daniela, Davida oraz Cici. Przeżyła go jego druga żona, Sydnee, którą poślubił w 1990 roku.

## Najważniejsze prace
- Ruchliwość społeczna w społeczeństwie przemysłowym 1959, współautor, polskie wyd. 1964
- Homo politicus: społeczne podstawy polityki 1960, polskie wyd. 1995
- Social Structure and Mobility in Economic Development, współautor, 1966
- Student Politics 1967
- Revolution and Counterrevolution: Change and Persistence in Social Structures 1968
- The Politics of Unreason: Right Wing Extremism in America współautor 1970
- The Divided Academy: Professors and Politics  współautor 1975
- The Confidence Gap: Business, Labor, and Government in the Public Mind współautor 1987
- Continental Divide: The Values and Institutions of the United States and Canada 1989
- "Liberalism, Conservatism, and Americanism 1989
- Jews and the New American Scene współautor 1995
- American Exceptionalism: A Double-Edged Sword 1996
- It Didn't Happen Here: Why Socialism Failed in the United States współautor 2001
- The Paradox of American Unionism: Why Americans Like Unions More Than Canadians Do, but Join Much Less współautor 2004
- The Democratic Century współautor 2004